# Itaipava

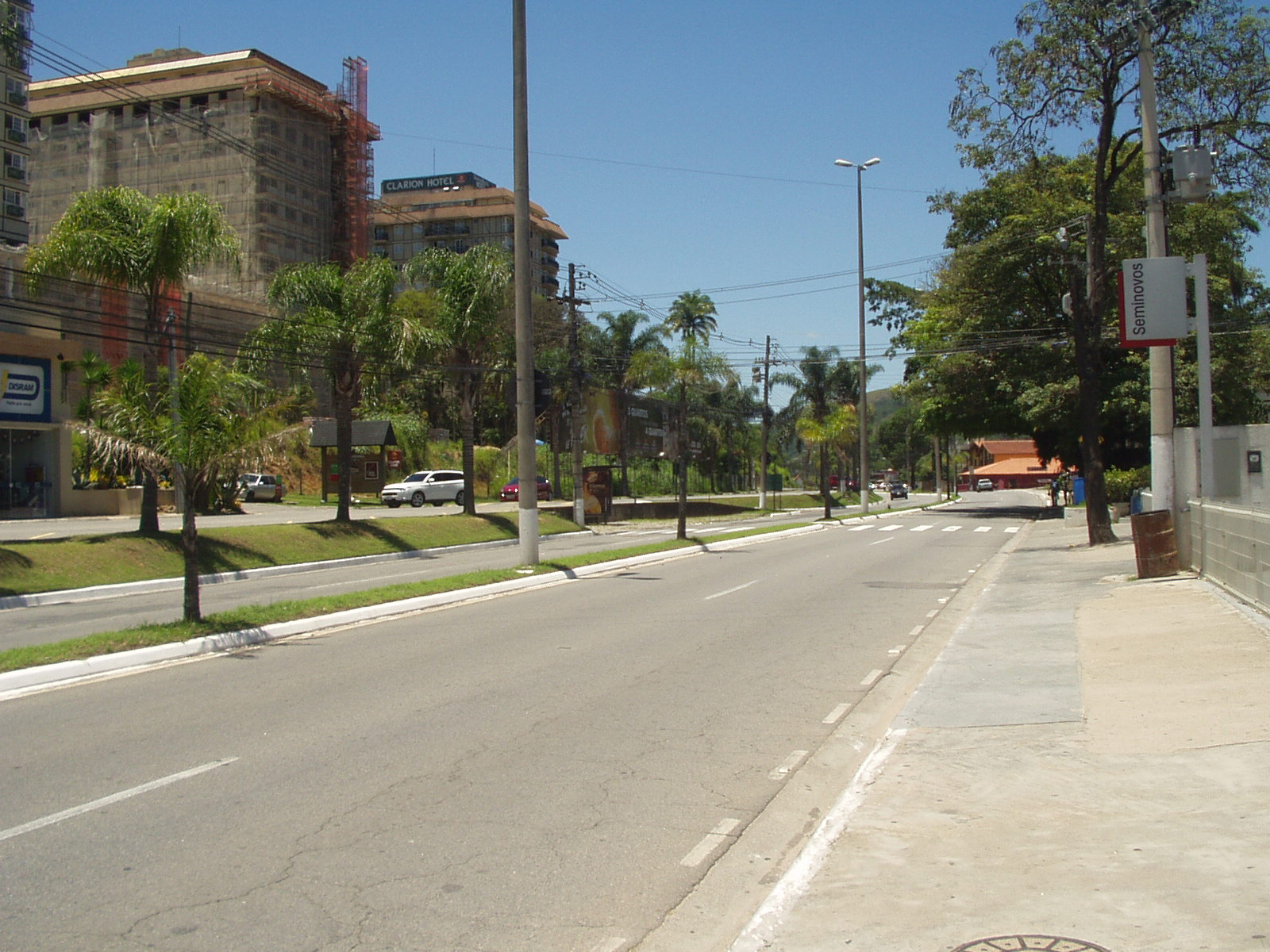
A Estrada União e Indústria principal via do distrito,que ligava o Sul ao Norte do Brasil fora substituída pela BR-040. Atualmente serve de ligação entre o Centro de Petrópolis e seus distritos

Itaipava é o terceiro distrito do município de Petrópolis, estado do Rio de Janeiro, Brasil. A região é conhecida pelo ecoturismo, bem como por ter se estabelecido como uma espécie de refúgio de inverno de nomes influentes e notórios do Rio de Janeiro. O local abriga um número considerável de condomínios, clubes e restaurantes de alto padrão.
A região tem a mata atlântica como cenário e é conhecida por reunir uma série de condomínios fechados e pequenos shoppings frequentados, sobretudo, por moradores de Petrópolis e da cidade do Rio de Janeiro. O distrito ainda é conhecido por abrigar hotéis, pousadas e spas.
Outro destaque do local é o Parque Municipal Prefeito Paulo Rattes, comumente chamado de Parque de Exposições, onde ocorrem vários eventos, exposições de arte e shows durante o ano, a exemplo do festival Rock the Mountain. É um dos parques mais visitados na cidade. O nome do parque é uma homenagem ao ex-prefeito da cidade de Petrópolis Paulo Rattes.

## História
Em tempos primitivos estas terras foram denominadas como sendo o "“Sertão dos Índios Coroados”", em alusão aos indígenas da etnia Coroados, que habitavam a região, juntamente com os Puris.
Itaipava começou a surgir como localidade, com um acanhado núcleo urbano, em meados do século XIX com o surgimento da Estrada União e Indústria, tida como a “Pioneira das Estradas de Rodagem Brasileiras”, e ferrovia Estrada de Ferro Príncipe do Grão Pará, que levaram relativa prosperidade ao lugar.
O "Distrito de Itaipava" foi criado pelo Decreto n.º 1, de 8 de maio de 1892, que dividiu o território do município de Petrópolis em seis distritos. A Itaipava ficou a condição de 3º distrito.
Em outubro de 1913 chegaram ao distrito os primeiros imigrantes japonêses vindos de Santos, sendo a família Fukuda a pioneira. Dedicaram-se a agricultura, notadamente o cultivo de hortaliças. A agricultura no distrito praticada pelos japoneses, somaram-se os imigrantes portugueses, notadamente da Ilha da Madeira e dos Açores, que também trabalhavam na lavoura.
Além da agricultura e, ocasionalmente, a pecuária, a economia do distrito no inicio do século XX atendia pelo comércio de gêneros alimentícios, a fabricação de telhas e tijolos nas olarias e a produção de fubá nos moinhos locais.
O prestígio do povoado de Itaipava, que outrora era reduzido, começa a aumentar quando o então ex-Presidente do Brasil Nilo Peçanha, adquiriu para si terrenos para passar o seu verão de folga, em local aprazível na serra. O que passou a atrair veranistas, aumentando o desenvolvimento do progresso da localidade. Posteriormente Nilo venderia sua propriedade ao barão Jaime Smith de Vasconcellos, que ergueria no local o seu Castelo do Barão de Itaipava, que até hoje lá se encontra.

## Topônimo
Existem várias etimologias possíveis para a palavra "itaipava", todas com base na língua tupi:
- i'táim'pab (elevação de pedra)[8]
- itu pewa (cachoeira chata)[9]
- itáupaba (lago da pedra), através da junção dos termos itá (pedra) e upaba (lago)[10]
- itá'ypaba (pedra que pára o rio), através da junção de itá (pedra),  'y (rio) e paba (terminar)[8]
- A partir dos anos 90 a região passou a ser escolhida como refúgio de inverno, e segunda casa, de diversos artistas brasileiros, tais como Jô Soares,Wiiliam Bonner, Fátima Bernardes,  Cissa Guimarães, dentre outros, por esse motivo passou a ser chamada e conhecida como a "Búzios Serrana", em referência ao balneário e também refúgio de artistas e celebridades brasileiras.[10]

## Clubes de campo
No distrito e em seus arredores, localizam-se diversos clubes de campo, como:
- Itaipava Tênis Clube
- Petrópolis Golf Clube
- Itaipava Country Club
- Promenade Country Club
- Clube Campestre

## Clima e hotéis
Conhecido pelo seu clima agradável, com temperaturas baixas grande parte do ano e com umidade inferior ao resto da cidade, o distrito possui diversa gama de pousadas de alto padrão, e também hotéis de grande porte.

## Transportes
Há ligação direta entre o Rio de Janeiro e Itaipava, sendo feita por duas linhas, uma parte da Rodoviária Novo Rio (empresa Viação Águia Branca) e outra parte do Terminal Garagem Menezes Côrtes (empresa Única e Fácil). Há ainda linhas para Teresópolis (Viação Teresópolis), Areal e São José do Vale do Rio Preto (Viação Progresso).
O distrito é acessado pela Estrada União e Indústria (que o corta em sua grande parte), pela Estrada das Hortências (BR-495) e pela Rodovia Washington Luís (BR-040).
No passado, também foi servido por transporte ferroviário entre os anos de 1890 e 1964, quando era cortado pela Linha do Norte da Estrada de Ferro Leopoldina. Com a supressão da linha férrea, a estação ferroviária do distrito foi posteriormente demolida.

## Comércio e serviços públicos
Bem desenvolvido em sua principal via de deslocamento (Estrada União e Indústria), sendo referência na Região Serrana pelos restaurantes, shopping centers pequenos e sofisticados, e seu comércio especializado em malha.
Os arredores do distrito ainda abrigam a Cervejaria Itaipava, uma das maiores marcas de cerveja do Brasil.
O distrito conta com Unidade de Pronto Atendimento médico (UPA), um quartel de Corpo de Bombeiros, Fórum ( Fórum Regional de Itaipava), 106ª Delegacia de Itaipava , o Horto de Itaipava (Hortomercado Municipal de Petrópolis José Carneiro Dias), quatro grandes supermercados.[carece de fontes?]

## Bairros e localidades do distrito
Apesar do municipio de Petrópolis não ter uma lei de bairramento, muitas de suas localidades tem origem nos nomes das antigas fazendas e sítios da região.
- Região de Santa Monica: Santa Monica, Laginha, Santa Clara, Sumidouro e Estrada das Arcas.
- Região de Araras: Araras e Vale das Videiras.
- Região da BR 040: Manga Larga, Catobira, Ribeirão, Av. do Contorno e Castelo de itaipava.
- Região da Reta de Itaipava: Reta de Itaipava, Arranha-céu, Pinhal e Parque Santa Maria.
- Região de Benfica: Benfica, Gentil, Jardim Americano e Madame Machado.
- Região do Cuiabá: Cuiabá, Vale da Boa Esperaça e Tapéra.
- Região Central do Distrito: Centro de Itaipava (trecho entre o Trevo de Bonssucesso e até o Arranha-céu)

## Turismo
Destacam-se: Castelo do Barão de Itaipava, Shopping Estação Itaipava, a Feirinha de Itaipava e Parque Municipal de Petrópolis.Em Itaipava fica localizado o Parque Municipal de Petrópolis.
Também as localidades próximas de Araras, Pedro do Rio (4º distrito) e Secretário atraem turistas com atrativos rurais, naturais e gastronômicos.